# ديفيد إنديكوت بوتنام
ديفيد إنديكوت بوتنام (بالإنجليزية: David Putnam)‏ هو طيار أمريكي، ولد في 10 ديسمبر 1898 في بوسطن في الولايات المتحدة، وتوفي في 12 سبتمبر 1918 في Limey-Remenauville ‏ في فرنسا بسبب قتل في المعركة.